# 祜里布
祜里布（1635年4月16日（天聰九年二月二十九）—1652年6月6日（順治九年五月初一）），滿洲愛新覺羅氏。清太祖努爾哈赤曾孫、禮烈親王代善長子克勤郡王岳託第六子。
順治六年（1649年），恩封為貝勒。順治九年（1652年）逝世。諡號「剛毅」。

## 家族
- 父：追封克勤郡王岳托
- 母：嫡福晉納喇氏[1]
- 妻妾：[1]
  - 嫡夫人他塔喇氏